# Magnolia (Texas)
Magnolia ist eine Gemeinde im Montgomery County nördlich der Stadt Tomball bei Houston. Das U.S. Census Bureau hat bei der Volkszählung 2020 eine Einwohnerzahl von 2.359 ermittelt.

## Geschichte
Die erste Siedlung entstand in den 1840er Jahren und hieß zunächst Mink's Prairie, benannt nach einem der ersten Siedler, Joseph Mink. 1850 wurde der Name zu Mink gekürzt. Das erste Postamt wurde 1858 eröffnet und am 3. September 1885 wurde John F. Doops der erste Posthalter von Mink, Texas. Zur Jahrhundertwende hatte Mink 25 Einwohner, was sich in den folgenden Jahren jedoch schnell änderte.
Am 28. Juli 1903 wurde die Ortschaft von Mink in Magnolia (Texas) umbenannt. Im selben Zeitraum wurde die I&GN Railroad nahe der Stadt verlegt, so dass es zu einem steigenden Zustrom neuer Einwohner kam. 1915 hatte Magnolia bereits 150 Einwohner, von denen die meisten im örtlichen Sägewerk arbeiteten.

## Demographie
Das durchschnittliche Haushaltseinkommen liegt bei 41.875 Dollar. Damit sind die Einwohner Magnolias relativ wohlhabend. Die Bevölkerung ist zu 85 % europäischer Abstammung (Bundesdurchschnitt ca. 75 %).